# تل حسین قاسمی
تل حسین قاسمی مربوط به دوران پیش از تاریخ ایران باستان است و در شهرستان بیضا، بخش بیضاء، روستای قواله واقع شده و این اثر در تاریخ ۱۲ بهمن ۱۳۸۱ با شمارهٔ ثبت ۷۱۷۳ به‌عنوان یکی از آثار ملی ایران به ثبت رسیده است.